# 16163 Suhanli
A 16163 Suhanli (ideiglenes jelöléssel 2000 AD69) a Naprendszer kisbolygóövében található aszteroida. A LINEAR projekt keretében fedezték fel 2000. január 5-én.